# したらば掲示板
したらば掲示板（したらばけいじばん）は、株式会社したらばが運営するレンタル掲示板。2ちゃんねるなどと同様の電子掲示板（スレッドフロート型掲示板）である。
2000年に開設されて以来、運営者は度々変更されている。運営者の変遷については「#沿革」を参照。

## 概要
利用者数が非常に多いため、数あるレンタル掲示板の中でも代表格とされている。
利用者は新しいカテゴリなどを申請できるが、ライブドアに買収されて以降は表示の基準が厳しくなった。2ちゃんねるで荒らしが発生した場合に避難所として使われたり、PeerCastなどのライブ動画配信サービスで配信者に視聴者がコメントする際にも使用される。
2004年にライブドアが掲示板を買収した際のサーバ移転作業などにより、メンテナンスが大幅に伸びたことに怒った利用者が、ライブドアのプロ野球新球団設立計画での名称の公募に「したらばメンテナンス」を応募し、アドネット系のしたらば掲示板（大学別掲示板群所属）から大量投票が呼びかけられたが、結局は不選出となった。他にも「したらばチエーンズ」「したらばゲキノロサーバーズ」などが応募された。
過去に存在した、レンタル掲示板ではないものについては「#したらば掲示板（非レンタル掲示板）」を参照。

### 名称
通称はしたらば。旧称は「レンタル掲示板 JBBS」、「JBBS@したらば」、「livedoor したらば掲示板」。ただし「JBBS@したらば」の時代から、通称として「したらば掲示板」が用いられていた。
旧したらば掲示板のトップページによれば、「したらば」とは、「ああしたらば」「こうしたらば」「そうしたらば」「どうしたらば」などと使われる日本語であり、「インターネットユーザー同士が助言や提案を行いながら新しいコミュニケーションの形を追求していく場」として命名したという。

## 沿革
- 2000年3月4日 - 2ちゃんねるの開設者である西村博之が設立した合資会社「合資会社東京アクセス」により開設される。当時のサービス名は「レンタル掲示板 JBBS」。
- 2001年12月1日 - したらばコミュニケーションズへ運営権が譲渡され、サービス名を「JBBS@したらば」へ変更[3]。一時期、ミルクカフェの開設者であるけんすう（古川健介）が運営に携わっていた。
- 2004年
  - 6月14日 - 当時運営していた株式会社メディアクリップから、ライブドアが運営権を1億円で譲受する[4]。
  - 10月 - ライブドアへサーバ管理を完全移管。
  - 12月15日 - サービス名を「livedoor したらば掲示板」へ改称。
- 2009年8月3日 - 管理メニューを全面刷新。サービス開始から10年近い歳月を経ての大幅リニューアルとなる。
- 2013年5月15日 - Seesaaに運営を譲渡し「したらば掲示板」へ改称[5][6]。
- 2018年12月3日 - エーゲート株式会社へ運営権が譲渡される[7]。
- 2020年10月12日 - 運営元のエーゲート株式会社が、株式会社フェイズに改称[8]。
- 2021年2月[注釈 1] - 株式会社したらばが設立され、運営元となる[1]。

## したらば掲示板（非レンタル掲示板）
したらば掲示板（したらばけいじばん）とは、したらばコミュニケーションズが運営していたレンタルではない電子掲示板。2ちゃんねると同様のスレッドフロート型掲示板であった。
- 2001年
  - 7月7日 - 開設。
  - 8月 - 2ちゃんねる閉鎖騒動の際、主な避難先として、2ちゃんねるにアクセスすると本掲示板にリンクが繋がっていた。
  - 12月 - 「レンタル掲示板JBBS」の運営権が、したらばコミュニケーションズに譲渡され「JBBS@したらば」になった時点で、もともと同社が運営していたレンタルでない掲示板群の「したらば掲示板」は、表向きには「リニューアル中」とされた（サーバは稼動し続けた）。
  - 2002年12月15日 -「したらば掲示板」のトップページ（http://www.shitaraba.com）が「したらばミルクカフェ（ShitarabaCafe）」になり、ミルクカフェへのリンクが設置された。そして、もともと「したらば掲示板」にあった掲示板のいくつかが、ミルクカフェや「萌えBBS」に移転された。
  - 2003年 - 株式会社メディアクリップと、したらばコミュニケーションズが業務提携を開始。
  - 2004年6月 - ライブドアが「JBBS@したらば」の営業権を取得。同月にレンタルでない掲示板群の「したらば掲示板」はロックされ、「閲覧はできるが書き込みはできない」状態に置かれた。同年7月18日、「JBBS@したらば」のサーバ移転とともに完全に閉鎖され、閲覧も不可能になった[10]。

## サーバ
- red.jbbs.net - 2000年9月29日、データ消失により閉鎖される[11]。
- green.jbbs.net - 2002年2月20日、データ消失により閉鎖される[12]。
- www.jbbs.net - 2004年6月16日、データ消失（サーバ移転時のミスによる）により閉鎖される[13]。
- jbbs.shitaraba.com→jbbs.livedoor.com→jbbs.livedoor.jp - 2004年6月、ライブドアが「JBBS@したらば」の営業権を取得したことにより、URLをjbbs.livedoor.comに変更[14]。さらに2004年10月1日、URLがjbbs.livedoor.jpに再変更された[15]。
- jbbs.livedoor.jp→jbbs.shitaraba.net -  2013年5月、シーサーが「したらば掲示板」の営業権を取得。2013年12月10日、URLがjbbs.shitaraba.netに変更された[16]。

## 掲示板分類カテゴリ
- 音楽/芸能/芸術/ファッション
- ゲーム/囲碁/将棋
- ネットゲーム/オンラインゲーム
- コンピュータ
- インターネット
- スポーツ/趣味/健康
- 同人/コミケ/二次創作
- 旅行/地域
- 学校/受験/学生コミュニティ
- 映画/テレビ/本/サブカル
- アニメ/アニメグッズ
- マンガ
- ビジネス/経済
- 自動車/バイク/乗り物
- 学問/人文/科学
- ニュース/マスメディア/政治
- ショッピング/流通
- ラジオ/ネットラジオ